# Галлипольский полуостров
Галли́польский полуостров (Галли́полийский полуостров, Галли́поли; тур. Gelibolu, греч. Καλλίπολις; в древности — Херсонес Фракийский) — полуостров в европейской части Турции, между Саросским заливом Эгейского моря и проливом Дарданеллы напротив азиатского полуострова Бига. Длина — около 90 км (с юго-запада на северо-восток), ширина — до 20 км, высоты — до 420 м.
Административно входит в состав ила Чанаккале, исторически и географически — в регион Восточная Фракия. На побережье пролива Дарданеллы расположен город Гелиболу (старое название которого Галлиполи; 29276 жителей в 2016 году).

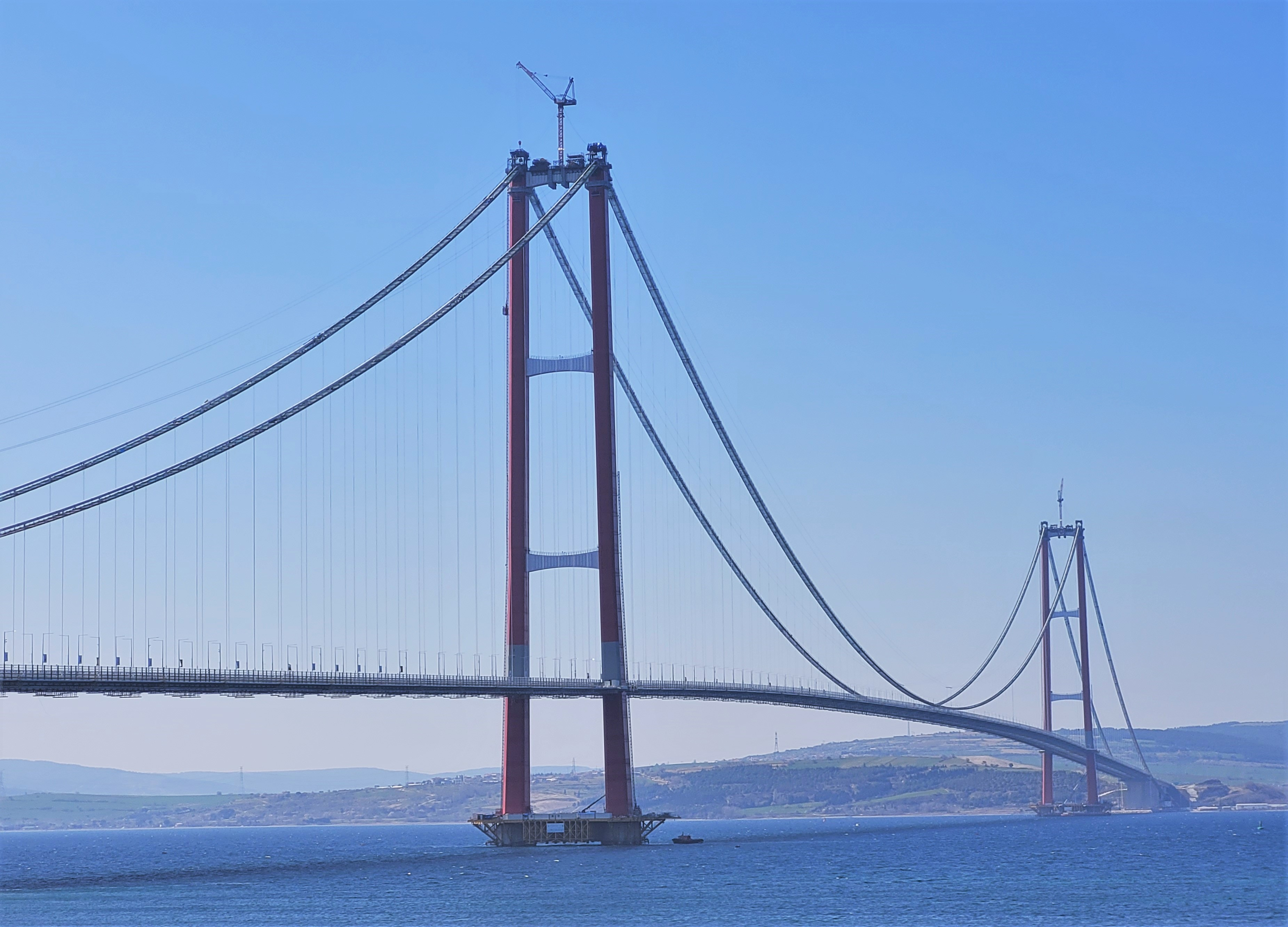

Через Дарданеллы построен мост Чанаккале 1915 года (1915 Çanakkale Köprüsü), также известный как мост Дарданеллы (Çanakkale Boğaz Köprüsü).

## История и название
В античные времена полуостров Галлиполи был более известен как Херсонес Фракийский (др.-греч. Χερσoνησoς Θραικια). Известен и город Херсонес Фракийский, основанный афинянами в VI веке до н. э. и связанный с именем Мильтиада. Название «Каллиполь» (впоследствии переделанное в «Галлиполи») впервые появляется во времена последних македонских царей, во II веке до н. э. Значение его, скорее всего, — «город у пролива» (др.-греч. κλείς «пролив» и πόλις «город»).
А. Л. Никитин считает, что автором дунайской версии «Сказания об Андрее Первозванном», отправившим Андрея из Херсонеса Фракийского (Галлипольский полуостров) в путешествие по Дунаю, мог быть Наум Охридский. Затем из предания о путешествии апостола Андрея по Дунаю автор «Повести временных лет», не знакомый с нижним течением Днепра, добросовестно переписал в своё сочинение географические особенности устья Дуная: «Днепр втечет в Понтеское море треми жерелы, иже море слывет Руское, по нему же учил апостол Андрей, брат Петров». Именно для доказательства пребывания апостола Андрея в Киеве «Повесть временных лет» не только перенесла торговые пути конца X века в I век н. э., но и утверждала их существование в последующие века, пересказывала также из того же списка, где была и легенда о путешествии апостола Андрея по Дунаю, якобы происходившие на пути из варяг в греки и другие события и легенды из жизни славянских народов, живших на берегах Дуная, Эльбы и Одера, причём перенесла их на берега Днепра и Волхова вместе с добросовестно переписанными киевским летописцем географическими особенностями устья Дуная, не знакомым с нижним течением Днепра.
В средние века Галлиполи имел большое значение как место, где венецианские и генуэзские купцы складировали свои товары. В 1190 году здесь переправлялась в Малую Азию армия крестоносцев под предводительством Фридриха Барбароссы. В 1204 году город был захвачен венецианцами. В 1306 — осаждён, опустошён и разрушен каталонцами. В 1352 году вследствие сильного землетрясения оборонительные укрепления Каллиполя серьёзно пострадали, и он был занят османами — это был первый город, захваченным турками в Европе. Полуостров вошёл в состав империи как санджак Гелиболу.
В 1366 году римский папа объявил крестовый поход на турок, который возглавил граф Амадей VI Савойский. 23 августа 1366 года крестоносцы отвоевали город, возвратив его Византии 14 июня 1367 года. Последняя, однако, была уже слишком слаба, чтобы самой удерживать эти территории. В 1376 году император Андроник IV передал полуостров туркам. Этот дар способствовал обогащению османского государства на сборах от транзитной торговли.
В 1416 году между Лампсаком и Галлиполи венецианский флот одержал морскую победу над турками. Военное значение Галлиполи было основано на возможности перекрыть здесь коммуникации и по морю, и по суше. Французскими инженерами в 1864 году был спроектирован ряд укреплений, возведённых на Галлиполи, в 1877 году обновлённых и усиленных.
В Первую мировую войну в ходе Дарданелльской операции (1915 год) на полуострове проходили тяжёлые бои между войсками Антанты и османскими войсками. На полуострове находится большое количество мемориалов и кладбищ всех воюющих стран, и он превращён в большой национальный парк. 
В 1920—1923 годах на Галлипольском полуострове разместились части Русской Армии генерала П. Н. Врангеля. После убытия частей 1-го Армейского корпуса в городе расположились казаки, прибывшие из окрестностей Констатинополя, Донской технический полк. Русский военный лагерь в Галлиполи превратился в военный центр белой эмиграции. 22 ноября 1921 года в Галлиполи было создано Общество Галлиполийцев — одна из активных воинских антикоммунистических организаций белого зарубежья.
Полуостров — одно из священных мест в Турции, на нём расположено много памятников, к примеру Памятник мучеников, погибшим во время войны.